# Mount Rifenburgh
Mount Rifenburgh är ett berg i Antarktis. Det ligger i Östantarktis. Nya Zeeland gör anspråk på området. Toppen på Mount Rifenburgh är 2 690 meter över havet, eller 278 meter över den omgivande terrängen. Bredden vid basen är 2,3 km.
Terrängen runt Mount Rifenburgh är huvudsakligen bergig, men den allra närmaste omgivningen är kuperad. Trakten är obefolkad. Det finns inga samhällen i närheten.